# Lammevadskärrets naturreservat
Lammevadskärret är ett naturreservat i Tidaholms kommun i Västra Götalands län.
Reservatet är skyddat sedan 1988 och är 4 hektar stort. Det ligger 1 km söder om Dimbo kyrka och består av en svacka i terrängen omgivet av åkermark.

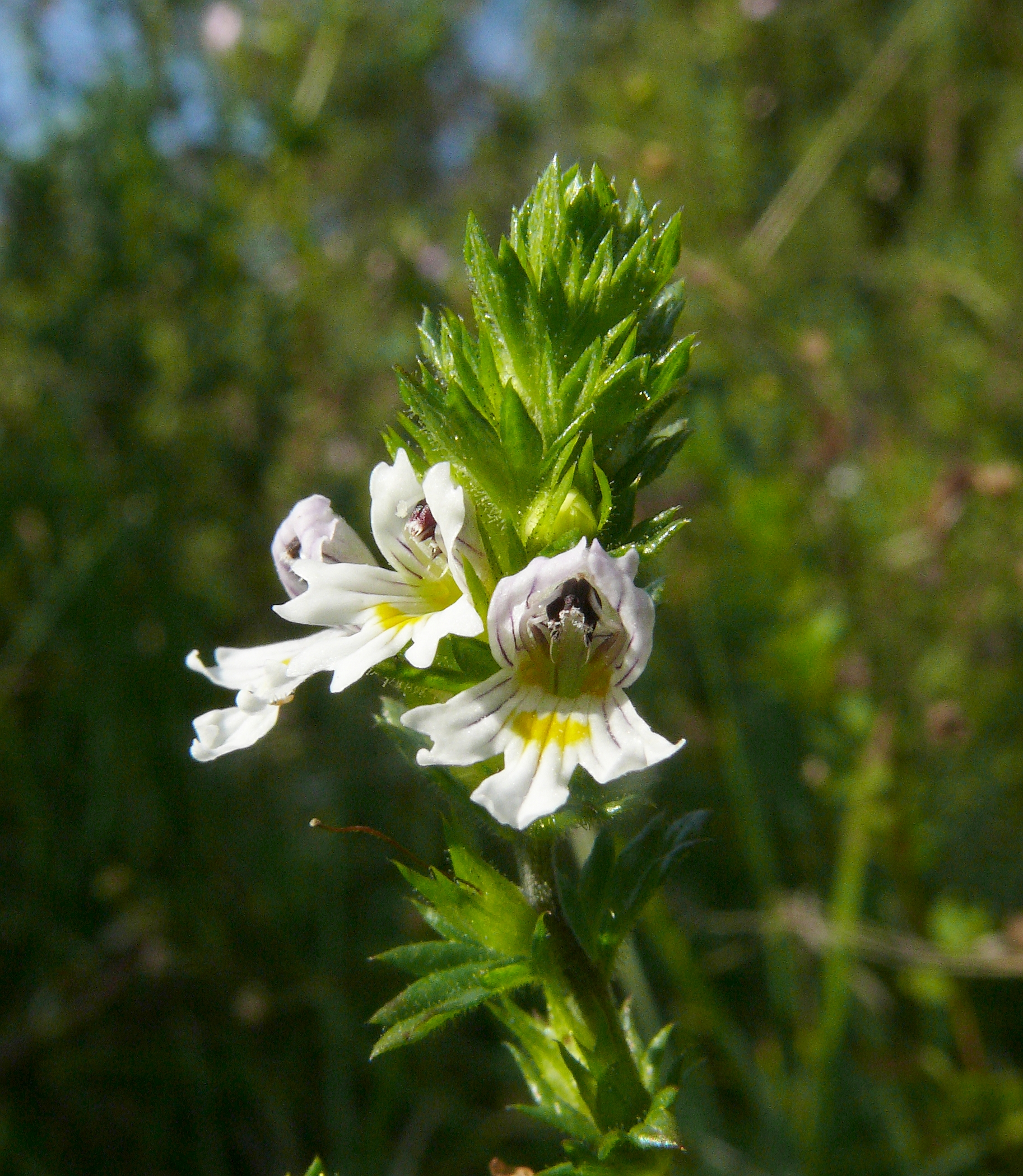
Stor ögontröst

Området består av björksumpskog, axagkärr och extremrikkärr. Lammevadskärret är ett lättillgängligt kärr och rikt på orkidéer. Några exempel är ängsnycklar, brudsporre, vaxnycklar, kärrknipprot och flugblomster. Orkidéerna gynnas av att kärret är kalkrikt. I kanten av kärret växer en ovanlig ögontröstart, stor ögontröst.  I området växer även hårstarr och näbbstarr. 
På en liten kulle finns det en fin torrängsvegetation med gullvivor, fältvädd, och brudbröd.
Kärret sköts med slåtter och därefter för man bort höet.
Spänger har byggts över de ömtåliga kärrpartierna. Spångsystemet är anpassat för funktionshindrade, så även rullstolsburna besökare kan njuta av blomsterprakten.
Området ingår i EU:s ekologiska nätverk av skyddade områden, Natura 2000. 